# Tajuria jehana
Tajuria jehana är en fjärilsart som beskrevs av Moore 1883. Tajuria jehana ingår i släktet Tajuria och familjen juvelvingar. Inga underarter finns listade i Catalogue of Life.

## Bildgalleri

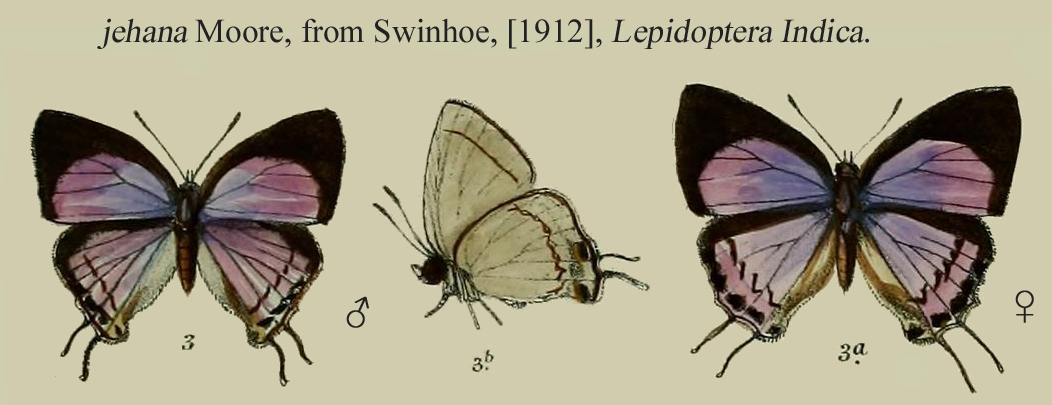
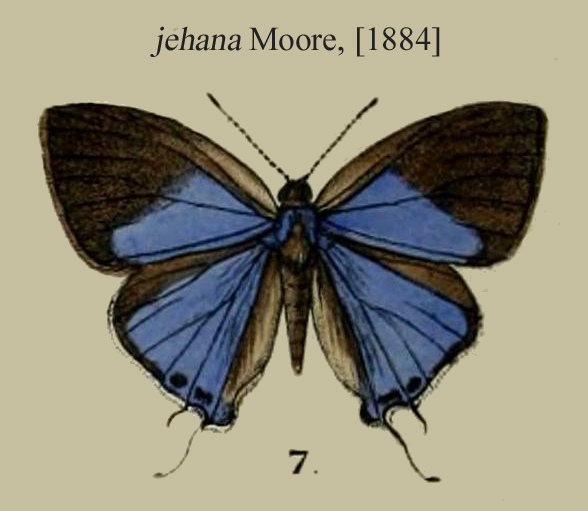